# David Bower
David Bower (* 1969 in Wrexham, Wales) ist ein walisischer Schauspieler.
Der gehörlose Schauspieler wurde vor allem durch seine Rolle im Film Vier Hochzeiten und ein Todesfall (1994) bekannt, in dem er David, den Bruder von Hugh Grant, spielt. Er blieb seitdem als Schauspieler in verschiedenen Medien wie dem Theater und dem Radio tätig. In Film- und Fernsehrollen war er trotz des Erfolges von Vier Hochzeiten und ein Todesfall nur noch selten zu sehen, da es nach seinen Angaben kaum Rollen für gehörlose Schauspieler gibt. Er leitet das Signdance Collective, eine britische Gruppe von tauben Musikern, Schauspielern und Tänzern, die gemeinsame Auftritte absolvieren.

## Filmografie (Auswahl)
- 1994: Vier Hochzeiten und ein Todesfall (Four Weddings and a Funeral)
- 1994: Shatter Dead
- 1994/1998: Casualty (Fernsehserie, 2 Folgen)
- 1996: Hetty Wainthropp Investigates (Fernsehserie, Folge Eye Witness)
- 2011: Doctors (Fernsehserie, Folge Like Father)
- 2019: One Red Nose Day and a Wedding (Fernseh-Kurzfilm)
- 2020: Drive Me to the End